# Сладкевич, Моисей Иосифович
Моисей Иосифович Сладкевич (1 сентября 1906, с. Яновичи, Витебская область, Российская империя — 1980, Москва, СССР) — советский военачальник, генерал-лейтенант (1944).

## Биография
С 1926 году после окончания Ленинградской кавалерийской школы — командир взвода 51-го кавалерийского полка. С 1931 года в войсках ОГПУ — командир взвода 12-го кавалерийского полка. С 1932 года курсовой командир и руководитель тактики 2-й объединённой пограничной военной школы ОГПУ-НКВД им. Ф. Э. Дзержинского.
В 1939 году после окончания Военной академии имени М. В. Фрунзе произведён в комбриги — начальник штаба войск НКВД СССР по охране железнодорожных сооружений.
С 1941 года заместитель начальника Главного управления войск НКВД по охране железнодорожных сооружений и особо важных предприятий промышленности и заместитель начальника Главного управления внутренних войск НКВД СССР, одновременно был начальником Каширского сектора Московской зоны обороны.
В 1942 году произведён в генерал-майоры — заместитель начальника Управления войск НКВД СССР по охране железных дорог. В 1944 году произведён в генерал-лейтенанты. С 1944 по 1949 годы — заместитель начальника ВВ НКВД СССР (исполнял обязанности начальника войск).
С 1946 по 1949 годы командовал дивизией ВВ МВД СССР. С 1949 по 1953 годы начальник внутренних войск МГБ СССР в ГДР. В 1953 году был начальником штаба ВВ МВД СССР. С 1953 по 1960 годы — начальник кафедры Военного института КГБ при СМ СССР.
С 1960 года в отставке, занимался научной работой в Институте мировой экономики и международных отношений АН СССР, кандидат экономических наук.
Умер в 1980 году в Москве.

## Воинские звания
- комбриг (27.04.1939)
- генерал-майор (24.01.1942)
- генерал-лейтенант (17.11.1944)

## Награды
- орден Ленина (25.07.1949)
- 4 ордена Красного Знамени (14.04.1943, 3.11.1944, 2.03.1945, 18.12.1956)
- орден Суворова II степени (8.03.1944)
- орден Кутузова II степени (21.09.1945)
- 3 ордена Отечественной войны I степени (7.07.1944, 3.12.1944, 29.10.1948)
- орден Красной Звезды (25.04.1942)
- медали СССР
- знак «Заслуженный работник НКВД» (2.01.1944)